# Machtmissbrauch
Machtmissbrauch bezeichnet auf globaler, gesellschaftlicher und individueller Ebene – und dort in je verschiedenen Zusammenhängen – ein Verhalten, das auf einem illegitimen Gebrauch von Macht beruht. Der Begriff benennt einen Vorwurf, der nicht selten in Kombination mit anderen Begriffen wie Korruption, Willkür, Gier oder Geltungsdrang verwendet wird, die teils auf die möglicherweise zugrundeliegenden Motive verweisen. Mit den ggf. sehr verschiedenen Folgen von Machtmissbrauch befassen sich diverse wissenschaftliche Disziplinen, bevorzugt politik- und sozialwissenschaftliche, aber auch viele andere wie die Wirtschafts- oder auch die Sexualwissenschaft, kontextabhängig ggf. auch Kriminologie oder Polizeiwissenschaft. In der Regel kommt es jedoch weder in wissenschaftlichem noch anderem Kontext zu einer Begriffsdefinition.

## Der Begriff
Der Begriff Machtmissbrauch ist ein Kompositum, das aus den beiden Wörtern Macht und Missbrauch zusammengesetzt ist. Anders als für seine beiden Grundwörter findet sich keine allgemein akzeptierte Definition, die insofern schwierig ist, als der Begriff in seiner Mehrdeutigkeit und je nach Verwendungszusammenhang unterschiedliche Implikationen hat.
Der Begriff der Macht hat eine lange Begriffsgeschichte, die das Kompositum des Machtmissbrauchs vermissen lässt. Wann der Begriff aufkam, lässt sich nicht rekonstruieren. Eine Definition des Wortes Machtmissbrauch findet sich in bekannten Wörterbüchern oder Nachschlagewerken nicht. Die promovierte Philosophin Karin Rasmussen sagte 2021 in einem Interview, ihres Wissens gebe es nicht einmal eine „allgemein anerkannte wissenschaftliche Definition von Macht“. Die Grenze zwischen Machtausübung und Machtmissbrauch sei fließend und werde sichtbar, „wenn Schuld und/oder Scham in Konflikten spürbar werden – egal, auf welcher Seite“.
In der Regel wird unter Machtmissbrauch ein schädlicher oder unrechtmäßiger Gebrauch von Macht verstanden, doch wird ohne weitere Erläuterung nicht immer kenntlich, ob ein grundsätzlich anerkanntes Recht zum Gebrauch von Macht als missbräuchlich bewertet oder der Machtausübung von vornherein die Legitimität abgesprochen wird.
Das Digitale Wörterbuch der deutschen Sprache (DWDS) schreibt dem Begriff eine begrenzte Bedeutung zu: „Missbrauch, den ein Herrschender o. Ä. mit der ihm übertragenen Macht […] treibt“ und bietet sogenannte Kollokationen – gehäuftes Auftreten benachbarter Wörter unabhängig vom Grund des gemeinsamen Auftretens – und Beispiele für die Begriffsverwendung an – sämtlich verschiedenen Zeitungen unterschiedlicher Jahrgänge entnommen. Überdies findet sich eine Karte von Deutschland, welche die geografische Häufigkeitsverteilung der Begriffsverwendung darstellt. Der gleichen Synonymgruppe werden die Begriffe Amtsmissbrauch und Autoritätsmissbrauch zugeordnet. Die im DWDS bereitgestellte Verlaufskurve für die Verwendungshäufigkeit des Begriffs mit alter und neuer Rechtschreibung in Zeitungen beginnt im Jahr 1946 und zeigt einen wechselhaften Wortgebrauch mit einem starken Anstieg ab etwa 1980 und einem Gipfel im Jahr 1992. Danach fällt die Verlaufskurve (fachsprachlich: Funktionsgraph), um seit 2007 wieder anzusteigen.
Das Wortschatz-Portal der Universität Leipzig stellt statistische Angaben, Beispielsätze und Links zu verwandten Wörtern zur Verfügung. Der Begriff Machtmissbrauch wird den beiden Sachgebieten Allgemeines und Politische Theorie zugeordnet, eine Definition findet sich nicht. In einem Schaubild wird die sogenannte Kookkurrenz – das gemeinsame Auftreten mit anderen Begriffen –  dargestellt.
Für den Missbrauch unterschied die Oeconomische Encyclopädie (1773–1858) einen unpassenden, einen seiner Bestimmung zuwider laufenden und einen schädlichen Gebrauch, die Brockhaus Enzyklopädie beschreibt insbesondere juristische Aspekte, doch das Lemma Machtmissbrauch lassen beide Werke vermissen. Hinzu kommt, dass der Begriff des Missbrauchs im Zusammenhang mit verschiedenen Straftatbeständen Eingang in das deutsche Strafgesetzbuch (StGB) fand, während das StGB das Kompositum des Machtmissbrauchs nicht kennt, obwohl auch dieser Begriff verschiedene Straftatbestände bezeichnen kann.
Christian Bachhiesl gab als Wissenschaftshistoriker gemeinsam mit anderen im Jahr 2019 unter dem Titel Gier, Korruption und Machtmissbrauch in der Antike einen Tagungsband heraus, der die Ergebnisse eines 2017 in Graz abgehaltenen Kongresses zusammenfasst. Das dritte Kapitel ist dem Machtmissbrauch gewidmet, weitere Kapitel befassen sich mit Gier, Korruption und Geltungsdrang. Im einleitenden Überblick heißt es, die Problematik sei „in der Antike ebenso wie heute nur schwer in den Griff zu bekommen“. Es sei schon immer schwierig gewesen, „die strafrechtlichen Tatbestände von Korruptions- und Machtmissbrauchs-Delikten präzise und eindeutig festzumachen“, doch noch schwieriger sei die Beurteilung, ob sich ein Verhalten „gerade noch im Rahmen allgemein üblicher und respektierter Usancen“ bewege oder diesen Rahmen überschreite, denn anders als bei anderen Delikten sei das Verhalten nicht selbst Ziel des Handelns, sondern nur Mittel zum Zweck. Gemeinsam sei den untersuchten Phänomenen eine „Überschreitung von zumindest moralischen Grenzen sowie das Bewusstsein um die grundsätzliche Unzulässigkeit dieser Überschreitung“. Zugleich seien die vier Phänomene „nicht scharf voneinander abgrenzbar“ und würden sich „eher ergänzen als in Konkurrenz zueinander treten“.
Die Gesellschaft für Musikforschung (GfM) versuchte sich unter der Überschrift Was ist „Machtmissbrauch“? an einer Definition, obgleich sie „eine konsensuale Definition dessen, was Machtmissbrauch ausmacht“ zu den „grundlegenden Herausforderungen“ im Bemühen um „Machtmissbrauchs-Prävention“ zählt:

„Machtmissbrauch kann entstehen, indem die häufig einseitige bzw. zumindest asymmetrische Abhängigkeit nicht angemessen verantwortungsvoll, sondern bewusst oder unbewusst zum materiellen oder immateriellen Vorteil der hauptsächlich verantwortlichen Person gestaltet wird. Als missbräuchlich können dabei alle Formen von grenzüberschreitender Kommunikation und Körperkontakt mit entwürdigender Wirkung angesehen werden.“

In ihrem offenen Brief an die Bildungsminister von Bund und Ländern sowie die Mitglieder der Hochschulrektorenkonferenz kritisierten Professorinnen und Professoren im April 2023 das deutsche Wissenschaftssystem und forderten Maßnahmen, um Machtmissbrauch an Hochschulen zu verhindern. Universitäre Strukturen des deutschen Wissenschaftssystems „seien eine »Einladung zum Machtmissbrauch«“, Konsequenzen seien „extrem rar“. In dem Brief werde benannt, was unter Machtmissbrauch zu verstehen sei: „ungerechtfertigte Übertragung von Aufgaben an Mitarbeitende, die systematische Überlastung mit Arbeit, die willkürliche Ausübung von Entscheidungsgewalt“, aber auch „Aneignung von geistigem Eigentum, sexuelle Belästigung und Nötigung“.
Die Evangelische Allianz Deutschland (EAD) stellt auf ihrer Website eine Literaturliste zum Thema „religiöser Machtmissbrauch“ zur Verfügung und legte im November 2022 eine „Kurzdefinition“ dessen vor, was unter religiösem Machtmissbrauch zu verstehen sei:

„Machtmissbrauch liegt dann vor, wenn Menschen durch unethischen Gebrauch von Macht zu etwas gedrängt werden (durch offensichtlichen oder indirekten Zwang), was sie von sich aus nicht tun würden und bei Nichtbefolgung ein Nachteil in Aussicht gestellt oder vollzogen wird (z.B. soziale Isolation). Dabei wird die persönliche Grenze des missbrauchten Menschen übertreten und verletzt. Im christlichen Umfeld kommt dann oft noch der Missbrauch von geistlichen Themen hinzu. Menschen werden mit geistlichen/religiösen Inhalten gedrängt, etwas zu tun oder zu lassen, was Bedrängenden nutzt (religiöser Machtmissbrauch in christlichem Gewand).“

Karin Rasmussen, die auch in der Unternehmensberatung tätig ist und Führungskräfte berät, benennt in der Fachzeitschrift Arbeit und Arbeitsrecht beispielhaft einige Faktoren, die darauf hinweisen können, dass Machtmissbrauch im Spiel sei: wenn „Unruhe im Team, erhöhter und anhaltend hoher Krankenstand, Nervosität, Arbeitszeitverluste, sinkende Leistungen, steigende Fehlerquote, zunehmende Konfliktkosten“ aufträten, „ohne dass auf Nachfrage eine spezifische Ursache benannt werden“ könne, müsse „von Führungsfehlern ausgegangen werden“ und das erlaube die Annahme, Machtmissbrauch sei „die eigentliche Ursache“.

## Beispiele für den Wortgebrauch
Das DWDS listet unter dem einschlägigen Lemma und in seinem Kernkorpus Beispiele aus verschiedenen Jahrzehnten für die Begriffsverwendung im Bereich der Wissenschaft, der Belletristik, der Gebrauchsliteratur und aus Zeitungen auf:
- Theodor Eschenburg (1956): „Im übrigen ist die Abhängigkeit der politischen Funktionäre in der Diktatur bei gleichzeitiger Möglichkeit des Machtmißbrauches unendlich viel größer als in der Demokratie.“[11]
- Erwin Strittmatter (1983): „Das Leben schafft glücklicherweise immer wieder Konstellationen, die jene, die Machtmißbrauch treiben, machtlos machen.“[12]
- Willy Brandt (1997): „Wir sollten offen miteinander sprechen über den Machtmißbrauch durch Eliten, den Ausbruch von Fanatismus, das millionenfache Elend von Flüchtlingen.“[13]
- Süddeutsche Zeitung (2010): „Es ist noch nicht allzu lange her, dass in Deutschland der körperliche Übergriff von Lehrern auf Schüler nicht als Machtmissbrauch, sondern als legitime Machtausübung galt.“[14]

## Bezugsrahmen für den Wortgebrauch
Historisch betrachtet ist in verschiedenen Epochen von Machtmissbrauch die Rede – von der Antike bis zur Neuzeit. Gegenwärtig wird der Begriff in den Massenmedien im Zusammenhang mit entsprechenden Vorkommnissen auf globaler, gesellschaftlicher und individueller Ebene erwähnt. Während die Medien selbst immer wieder im Kreuzfeuer von Machtmissbrauchsvorwürfen stehen, wurde andererseits im Jahr 2022 ein Artikel der Süddeutschen Zeitung vom Berufsverband der Datenschutzbeauftragten Deutschlands (BvD) mit dem Datenschutz Medienpreis (DAME) für einen Artikel über Googles Machtmissbrauch mit dem Datenschutz ausgezeichnet.

### Globale Ebene
Auf globaler Ebene richtet sich der Vorwurf des Machtmissbrauchs nicht selten an Regenten und Staatsoberhäupter. So wurde in jüngster Zeit (Stand: 2023) unter anderem Donald Trump, Wladimir Putin und Erdoğan Machtmissbrauch attestiert.
Überdies unterliegen auch international agierende Organisationen entsprechenden Vorwürfen, wie die Frankfurter Rundschau unter dem Titel Machtmissbrauch ist kein Einzelfall 2018 berichtete. Oxfam, weitere Hilfsorganisationen und zahlreiche Nichtregierungsorganisationen (NGO) wie Ärzte ohne Grenzen sind ebenso involviert wie die Friedenstruppen der Vereinten Nationen oder NATO-Truppen. Beklagt werde ein Schweigekartell, das Täter schütze. Vertuschung sei üblich, insbesondere bei Hilfsorganisationen, denn solche Vorfälle hätten „in der Außenwirkung für NGOs sehr viel größere Konsequenzen als für andere Unternehmen“, nämlich den Verlust von Vertrauen und damit auch von Spendengeldern. Es sei, so die Menschenrechtsaktivistin Inge Bell, „besonders zynisch, wenn die Garanten der Menschenrechte diese mit Füßen treten“.

### Gesellschaftliche Ebene
Auf gesellschaftlicher Ebene ist kaum eine Institution oder Organisation vom Vorwurf des Machtmissbrauchs ausgenommen. Zu den Institutionen werden gemeinhin Ministerien, nachgeordnete Behörden im sog. öffentlichen Dienst oder auch Gerichte, Universitäten und Schulen gerechnet, zu den Organisationen zählen Einrichtungen wie Vereine, Glaubensgemeinschaften, Unternehmen oder NGOs. Ein Vorwurf richtet sich ggf. gegen die Einrichtung selbst, ihre Träger oder einzelne ihrer Vertreter. Teils sind die dort jeweils Mitarbeitenden mit besonderen Machtbefugnissen qua Amt ausgestattet – wie beispielsweise die Polizei mit ihren hoheitlichen Aufgaben –, teils haben sie – wie bei der Prokura – Vollmacht oder sie haben als Führungskraft Entscheidungsbefugnis auf anderer Grundlage.
Beispielsweise berichtete die Tagesschau im Juni 2023, es scheine „strukturelle Probleme für die weite Verbreitung von Machtmissbrauch an deutschen Bühnen zu geben“. Dort herrsche eine „Kultur der Angst“. In einer nicht-repräsentativen Umfrage gaben 90 Prozent der 750 befragten Bühnenschaffenden an, selbst von Machtmissbrauch am Arbeitsplatz betroffen gewesen zu sein. In diesem Zusammenhang schrieb Simon Strauß in der Frankfurter Allgemeinen, er halte das Wort Machtmissbrauch für einen Pleonasmus, weil der Besitz von Macht immer auch auf seinen Gebrauch hinauslaufe und das von weisungsgebundenen Mitarbeitern als missbräuchlich empfunden werden könne. Es sei laut Strauß „kaum vorstellbar“, Macht auszuüben, „ohne dass sich irgendjemand verletzt, gemaßregelt oder missverstanden“ fühle und „dieses Gefühl semantisch zu seinen Gunsten“ einordne. Aus den Mitteilungen der Bühnenschaffenden leite sich ein weit gefasster Machtbegriff ab, der „von physischer Gewaltandrohung und Mobbing bis zu verbalen Übergriffen und einem diffusen Unsicherheitsgefühl“ reiche. Strauß rät, das „kollektive Bewusstsein für Grenzübertritte zu schärfen und auch in Mithaftung zu nehmen“. Es gelte, entsprechende Vorfälle nicht zu beschweigen, sondern sie in geeignetem Rahmen zu thematisieren. Werde allerdings „Unmut nur anonym als vage Behauptung geäußert“, habe die Unschuldsvermutung zu gelten, weil auch Führungskräfte das Recht haben, „vor Machtmissbrauch, etwa durch den ehrabschneidenden Einsatz sozialer Medien, geschützt zu werden“.
Die Deutsche Filmakademie richtete gemeinsam mit anderen Organisationen der Filmbranche zum Thema Machtmissbrauch in der Filmindustrie die Vertrauensstelle Themis ein. Unter dem Titel Hilft ein Kodex gegen Machtmissbrauch in der Kultur? berichtete der Tagesspiegel im Juli 2023, der Kulturrat wolle „nach dem Aktionsplan von Kulturstaatsministerin Claudia Roth“ innerhalb eines Jahres einen gemeinsamen Verhaltenskodex vorlegen. An diese Pläne knüpfte die Redakteurin Christiane Peitz Fragen:

„Wie kann so ein Kodex verpflichtend werden, mit Sanktionen? Sollen staatliche Finanzierung und Förderung künftig an den Nachweis moralischer Integrität gebunden sein? Wer kontrolliert und ahndet Verstöße? Wer hat da dann die Macht? Ein Dilemma: Mobbing und Missbrauch müssen aufhören, aber die Kunst bleibt frei. Der Staat darf sie nicht an die Kandare legen, auch nicht für den noch so guten Zweck.“

Auch Bildungseinrichtungen wie z. B. Hochschulen sind bei diesem Thema nicht außen vor. Die Deutsche Forschungsgemeinschaft gab im September 2019 Leitlinien zur Sicherung guter wissenschaftlicher Praxis heraus und nimmt in Leitlinie 4 explizit Bezug auf das Thema Machtmissbrauch:

„Zur Leitungsaufgabe gehören insbesondere auch die Gewährleistung der angemessenen individuellen – in das Gesamtkonzept der jeweiligen Einrichtung eingebetteten – Betreuung des wissenschaftlichen Nachwuchses sowie die Karriereförderung des wissenschaftlichen und wissenschaftsakzessorischen Personals. Machtmissbrauch und das Ausnutzen von Abhängigkeitsverhältnissen sind durch geeignete organisatorische Maßnahmen sowohl auf der Ebene der einzelnen wissenschaftlichen Arbeitseinheit als auch auf der Ebene der Leitung wissenschaftlicher Einrichtungen zu verhindern.“

Im Zusammenhang mit Vorwürfen von Machtmissbrauch an Max-Planck-Instituten ist in Spektrum der Wissenschaft von einem „Teufelskreis aus Angst, Wegschauen und Schweigen“ die Rede.
Die Deutsche Gesellschaft für Psychologie (DGPs) beauftragte im Jahr 2021 eine Kommission, den „Machtmissbrauch gegenüber dem in einem Abhängigkeitsverhältnis stehenden wissenschaftlichen Nachwuchs“ zu untersuchen. Betroffene würden „aus Sorge um die eigene Karriere“ häufig schweigen und die „Forschungsinstitute scheinen ihre ‚besten Pferde im Stall‘ zu schützen“. In ihrem Bericht heißt es:

„Fälle von Machtmissbrauch und Fehlverhalten in der Wissenschaft werden immer wieder öffentlich und stoßen Diskussionen über notwendige Veränderungen im Wissenschaftssystem an. Leider bleibt ethisch problematisches Verhalten oftmals unentdeckt. Dies betrifft alle Wissenschaftsbereiche, auch die Psychologie.“

Zielscheibe des Vorwurfs von Machtmissbrauch speziell im Zusammenhang mit sexuellem Kindesmissbrauch bzw. sexuellen Übergriffen oder sexualisierter Gewalt sind u. a. der Sport, pädagogische ebenso wie reformpädagogische Einrichtungen und neben vielen weiteren insbesondere die katholische Kirche (siehe Sexueller Missbrauch in der römisch-katholischen Kirche). Auch jenseits des sexuellen Missbrauchs gerät der Sport zunehmend unter Verdacht, dass Trainer Machtmissbrauch betreiben.

### Individuelle Ebene
Auf individueller Ebene wird ehren- wie hauptamtlichen Amts- oder Mandatsträgern, Politikern und Führungskräften Machtmissbrauch ebenso vorgeworfen, wie nahezu ausnahmslos allen Vertretern von Berufen, die Abhängigkeitsverhältnisse begründen, wie beispielsweise Ärzten, Psychotherapeuten und Altenpflegern, deren Klientel in besonderem Maß von Ohnmachtsgefühlen betroffen ist.
Unter dem Titel Der Fall Masud Khan wurde über einen eklatanten Fall von Machtmissbrauch in der British Psychoanalytical Society (BPAS) mehrfach publiziert, der trotz eindeutiger Signale zunächst lange Zeit kollektiv vertuscht wurde, dann doch zum Ausschluss von Masud Khan aus der Fachgesellschaft führte und schließlich Anlass zur Einrichtung einer Ethikkommission war.
Einen speziellen Aspekt von Machtmissbrauch auf individueller Ebene griff Sebastian Krutzenbichler in seiner Rezension des Buchs Goldmine und Minenfeld auf, als er schrieb:

„Mathias Hirsch versucht durch seine Analyse nicht mehr und nicht weniger als darauf hinzuweisen, wie sehr menschliche Liebe, in welcher Art von Abhängigkeitsverhältnissen auch immer, in Gefahr ist, durch sexuelle Ausbeutung und Machtmissbrauch deformiert und zerstört zu werden, und dass diese unleugbaren Tatsachen dennoch ständig institutioneller und gesamtgesellschaftlicher Verdrängung unterliegen, da sie an ein gesellschaftliches Tabu stoßen.“

Hirsch schrieb über Liebe und sexuellen Machtmissbrauch in der analytischen Psychotherapie und anderen Abhängigkeitsbeziehungen und befasste sich im siebten Kapitel seines Buchs mit Systemdynamiken. Dabei ging er auf verschiedene Aspekte von Macht ein, wie auf Abhängigkeit, Kontexte des Machtmissbrauchs, Art der Machtausübung, aber auch auf Organisationsmacht und Formen der Abwehr.

## Wissenschaftliche Beiträge
In Ermangelung von Forschungseinrichtungen, die das Phänomen des Machtmissbrauchs systematisch und theoriengeleitet beforschen, liegen keine methodologisch ausgereiften Studien über den missbräuchlichem Umgang mit Macht vor. Wegen seiner Vielschichtigkeit widmen sich wissenschaftliche Beiträge oft nur einzelnen Aspekten dieses facettenreichen Begriffs.

### Politikwissenschaftliche Perspektive
Als Politikwissenschaftlerin schrieb Eva Marlene Hausteiner 2017 über Trump und die möglichen Folgen seines Machtmissbrauchs für die Demokratie einen Aufsatz, der von der Bundeszentrale für politische Bildung (BpB) veröffentlicht wurde. Mit Trumps Präsidentschaft schien laut Hausteiner das politische System und „die amerikanische Demokratie vor einem Belastungstest“ zu stehen. Mit dem Ziel der Machtkontrolle hätten die Gründungsväter Checks and Balances in der US-Verfassung verankert, doch wurden Befürchtungen laut, „dass Trumps Präsidentschaft die Glaubwürdigkeit und Stabilität des demokratischen Projekts von Liberalismus und Pluralismus untergraben könnte“. An die Verlässlichkeit der checks and balances als hinreichende Instrumente der Machtkontrolle hefteten sich Zweifel. Hausteiner zitiert mit Alexander Hamilton, James Madison und John Jay drei Gründerväter der Vereinigten Staaten. Ihnen zufolge müsse man „zuerst die Regierenden befähigen, die Regierten zu beherrschen, und sie dann zwingen, die Schranken der eigenen Macht zu beachten“. Ein „eher nüchternes Menschenbild“ stehe hinter dieser Logik. Späte Folgen dieses Systems zeigten sich mit Trump, dessen „Angriffe auf die Rechtsstaatlichkeit und die Delegitimierung der freien Presse und der unabhängigen Justiz“ das Potenzial hatten, „bleibenden Schaden zu hinterlassen“. Das „Wahlmännerkolleg“ hätte „die republikanische Pflicht, die Wahl eines ungeeigneten Kandidaten zum US-Präsidenten zu unterbinden“, habe das aber nicht getan „und sich so erneut dem Vorwurf der Obsoleszenz ausgeliefert“. Seit der Amtseinführung hätte der Kongress die Pflicht, den Präsidenten gegebenenfalls „in die Schranken der Verfassung zu weisen“. Zwar wurden „eskalierende Missstände“ aufgezeigt, doch zugleich der Erhalt der Machtposition priorisiert. Disziplinarmaßnahmen wurden erwogen, blieben aber aus. Hausteiner legte in ihrer Analyse dar, wie die zur Machtkontrolle eingerichteten Instrumentarien letztlich versagten und sich Trumps Machtmissbrauch relativ ungehindert Bahn brechen konnte. Hausteiner zufolge sei das in Ausmaß und Geschwindigkeit ein Novum gewesen. Die Hoffnung der Verfassungsväter habe sich nicht erfüllt, das Präsidentenamt erweise sich, so Hausteiner 2017, „derzeit als besonders anfällig für Machtkonzentration und Machtmissbrauch“.

„Die checks and balances sind – auch in einer erweiterten Definition, die zivilgesellschaftliches Engagement und den Widerstand von Behörden einschließt – letzte Hindernisse gegen Machtmissbrauch. Die Voraussetzungen einer vitalen Demokratie, die ihrerseits weniger Anreize zu einem solchen Missbrauch böte, können sie nicht schaffen. Vielmehr könnten Protestbewegungen in der gegenwärtigen Lage die gesellschaftliche Spaltung weiter intensivieren.“

### Wirtschaftswissenschaftliche Perspektive
Ulrike Reisach veröffentlichte als Professorin für Internationales Management und Unternehmenskommunikation an der Hochschule Neu-Ulm im Jahr 2010 in der Zeitschrift Personal einen Aufsatz, der einen Abschnitt über Machtmissbrauch als moralische Versuchung enthält. Machtmissbrauch könne auf allen Ebenen eines Betriebs stattfinden. Abraham Lincoln zitierend – „Willst du den Charakter eines Menschen erkennen, so gib ihm Macht“ – beschrieb sie den Dienst nach Vorschrift als eine „Verweigerungshaltung desjenigen, der einer Macht ausgesetzt ist, die er nicht akzeptiert“:

„Werden die Menschen im Betrieb nur als Mittel zum Zweck, als Humanressource für die Gewinnmaximierung benutzt, verwaltet und schnell ausgetauscht, fühlen sie sich instrumentalisiert und konzentrieren sich auf die Maximierung des eigenen Vorteils. Die betriebliche Nutzenmaximierung zieht die persönliche nach sich.“

Aufstieg und Verbleib in Machtpositionen müssten laut Reisach „klar an Qualifikation und Erfahrung gekoppelt sein“. Die Glaubwürdigkeit eines Systems werde durch Gefälligkeiten und Seilschaften unterminiert, die „häufig für die Besetzung von Machtpositionen ausschlaggebend“ seien.

### Volkswirtschaftliche Perspektive
Aus volkswirtschaftlicher Perspektive äußerte sich Andreas Mundt als amtierender Präsident des Bundeskartellamt anlässlich des 70-jährigen Jubiläums des Grundgesetzes zum Thema des Missbrauchs von Marktmacht. Das Gesetz gegen Wettbewerbsbeschränkungen (GWB), von Ludwig Erhard als „Grundgesetz der Sozialen Marktwirtschaft“ bezeichnet, solle mit einem Verbot des Missbrauchs von Marktmacht sicherstellen, „dass nicht zu viel Macht in den Händen Einzelner“ liege. Beispielsweise sei das Amt zu dem Ergebnis gekommen, „dass Facebook im Bereich der sozialen Netzwerke marktbeherrschend ist und seine Marktmacht durch unangemessene Nutzungsbedingungen missbraucht“, weshalb ein „international stark beachtetes Verfahren gegen Facebook“ angestrengt wurde.
Missbrauch einer marktbeherrschenden Stellung (kurz: Missbrauch von Marktmacht) ist nach Artikel 102 – vormals Art. 82 – des EG-Vertrags verboten.

### Juristische Perspektive
Thomas Raiser, Rechtswissenschaftler und vormals Hochschullehrer an der Humboldt-Universität zu Berlin, befasste sich im Jahr 2011 im zweiten Teil seines Buchs Beiträge zur Rechtssoziologie in einem gesonderten Abschnitt mit dem Verhältnis von Macht und Recht. Beide Begrifflichkeiten seien allgegenwärtig, wobei das Recht die „Funktion“ habe, die Machtverhältnisse zu regeln und den „Missbrauch des staatlichen Gewaltmonopols zu verhindern“.

### Sozialwissenschaftliche Perspektive
Melanie Misamer, die als Sozialwissenschaftlerin in ihrem eigenen Machtkonzept neben einem Graubereich konstruktive und destruktive Machtanwendung unterscheidet, veröffentlichte im März 2023 auf der Plattform socialnet einen Artikel über Machtsensibilität. Ihr fünftes Kapitel widmet sich unter anderem der Frage, wie sich mit entsprechenden Befugnissen betraute Träger von Macht davor bewahren können, selbst Machtmissbrauch zu betreiben. Speziell befasst mit Berufen der sozialen Arbeit fordert sie, sich für die eigenen Machtbefugnisse zu sensibilisieren, um damit die Voraussetzung zu schaffen, einem missbräuchlichen Umgang mit der eigenen Macht vorbeugen zu können. Insbesondere Berufsanfänger seien sich der eigenen Macht über ihre Klientel und des damit verbundenen Risikos oft nicht bewusst, weshalb Misamer an die berufsethischen Prinzipien des Deutschen Berufsverbands für Soziale Arbeit erinnert. Destruktive Formen der Machtanwendung bezeichnet sie als „machtmissbräuchlich“. Konstruktiv seien dagegen „Strategien wie partizipative, konfliktlösende, vertrauens- und gerechtigkeitsfördernde Handlungsweisen“.

### Soziologische Perspektive
Die beiden Soziologinnen Julia Gruhlich und Birgit Riegraf veröffentlichten 2016 in den Studien vom Netzwerk Frauen- und Geschlechterforschung NRW einen Artikel, in dem sie neben der formellen auch auf die sog. informelle Macht abhoben. Gemeinhin wird unter informeller Macht jene verstanden, die durch Expertise oder andere persönliche Eigenschaften erworben wird, ohne dass per Dekret oder andere Regularien Macht formell übertragen wurde. Zwar verwenden die beiden Autorinnen das Wort Machtmissbrauch nicht explizit, untersuchen aber entsprechende Phänomene. Sie rücken das Geschlecht von Wissenschaftlern ins Zentrum ihrer Betrachtung, weil es sich entgegen dem „meritokratischen Selbstverständnis“ in wissenschaftlichen Netzwerken „als besonders relevante und zentrale Zugangs- oder Ausschlussvariable“ erweise. Trotz verbaler Aufgeschlossenheit gebe es nach wie vor „feine und subtile Ausgrenzungs- und Abwertungsstrategien“ gegenüber Frauen in der Wissenschaft. Anhand „organisationssoziologische[r] Theorien und Forschungsergebnisse zur Bedeutung von Geschlecht in unterschiedlichsten Organisationen“ fragen sie u. a., „welchen Stellenwert machtvolle, zumeist männlich dominierte Netzwerke in der besonderen Organisationsform der Wissenschaft einnehmen“ und betonen, dass die „Eroberung von Machtpositionen einzelner Wissenschaftlerinnen die Situation der nachfolgenden Generation“ zwar entscheidend verbessere, sich aber die „wirksamen Benachteiligungsmechanismen gegenüber Frauen allein durch eine quantitative Erhöhung des Anteils von Professorinnen keineswegs automatisch auflösen“ und sie „zumindest zunächst die Abwehr-, Differenzbildungs- und Abwertungsmechanismen verstärken“ könnten. Am Beispiel der Sektion Frauen- und Geschlechterforschung in der Deutschen Gesellschaft für Soziologie zeigen sie auf, dass der Stellenwert einer organisierten „Gegenmacht zu männlichen Netzwerken“ besonders „angesichts der Subtilisierung von Ausgrenzungs- und Abwertungsmechanismen keineswegs unterschätzt werden“ dürfe. Die Sektion habe innerhalb der Soziologie dazu beigetragen, den „etablierten androzentrischen Denkstil“ zu verändern. Netzwerke würden „karriereentscheidende Zugänge“ zum Wissenschaftsbetrieb „eröffnen oder verschließen“ und dadurch „auch der Inklusion oder Exklusion beim Zugang zu Machtpositionen“ dienen. Über Erfolg oder Misserfolg einer wissenschaftlichen Laufbahn entscheiden, so Gruhlich und Riegraf, „machtvolle soziale Netzwerke“. Seien „Organisationen durch starke informelle Rekrutierungsmechanismen geprägt“, könnten „personale Stereotype wirksam“ werden, die „zwar den Prozessen der Vertrauensbildung förderlich sein mögen, jedoch dazu führen, dass von der dominanten Gruppe abweichende soziale Gruppen selektiert“ würden. Dies betreffe „in männlich dominierten Organisationen vor allem […] hochqualifizierte Frauen“, was sich „vor allem mit dem männerbündischen Charakter dieser Netzwerke“ erkläre. Auf diese Zusammenhänge machte verschiedentlich auch die Sozialwissenschaftlerin Felizitas Sagebiel am Beispiel der Ingenieurwissenschaften aufmerksam. Weil sich die Netzwerke „über Jahrhunderte ohne die Beteiligung von Wissenschaftlerinnen herausgebildet und institutionalisiert haben“, profitieren die Geschlechter unterschiedlich, so Gruhlich und Riegraf. Durch spezielle Förderung sollten „die vergeschlechtlichten Benachteiligungsmechanismen beseitigt werden“.

### Psychologische Perspektive
Nachdem im Jahr 1995 die Aufsatzsammlung Macht, Machtmißbrauch und Machtverzicht im Umgang mit Kindern und Jugendlichen über die auch entwicklungspsychologisch bedeutsame Wechselwirkung von Macht und Ohnmacht erschienen war, legte das Deutsche Jugendinstitut eine Buchbesprechung vor, die Machtmissbrauch als Gewalterfahrung Schutzbefohlener zur alltäglichen Realität erklärte und sowohl das Erleben von Macht und Wirkmächtigkeit als auch erlittenen oder begangenen Machtmissbrauch zu den „Grunderfahrungen des Menschen“ rechnete.
Um die Untersuchung von Machtmissbrauch im Wissenschaftsbetrieb ging es der Deutschen Gesellschaft für Psychologie (DGPs), die im Juni 2023 die Ergebnisse ihrer Studie unter dem Titel Anreizsystem, Machtmissbrauch und Wissenschaftliches Fehlverhalten vorlegte und sie „auf den Wissenschaftsbetrieb insgesamt“ für übertragbar hielt. Dieser Studie unter systemischer Betrachtung sind neben einem mehr als sechsseitigen Literaturverzeichnis einige Hinweise über Bedingungen zu entnehmen, die Machtmissbrauch in Institutionen begünstigen könnten. Dazu gehören an strukturellen Merkmalen ein Machtgefälle, fehlende Kontrollinstanzen, Schwächen in der Personalauswahl und Überforderung durch Unterbesetzung. Auf die Person bezogen wird die Aussicht auf persönliche Vorteile erwähnt. Es werden Vorschläge zur Prävention unterbreitet und eine Stärkung der Bewusstheit für Machtmissbrauch anempfohlen. Im Begleitwort des DGPs-Vorstands zur Veröffentlichung wird betont, „dass die dargestellten Probleme das gesamte Wissenschaftssystem auf verschiedensten Ebenen“ betreffen würden und sich insgesamt 12 Problembereiche identifizieren ließen, „zu denen unter anderem bedenkliche Anreizsysteme in Berufungs- und Bewertungsverfahren, ein starkes Machtgefälle sowie die prekäre Situation von Wissenschaftler*innen in frühen Karrierephasen“ gehörten. Ein „Verweis auf das fragwürdige Verhalten Einzelner“, so der Vorstand, greife zu kurz, weil er „die Rolle situativer Faktoren“ unterschlage, „die es solchen Personen“ ermögliche, „in bestimmten Kontexten ungestört wirken zu können“.

„Daher richtet sich mit der Veröffentlichung dieses Berichts auch ein Appell an andere Fachgesellschaften, Hochschulen und Forschungseinrichtungen sowie politische Entscheidungsträger*innen, sich an der Auseinandersetzung zu beteiligen, sich gemeinsam für bessere Arbeitsbedingungen am Wissenschaftsstandort Deutschland einzusetzen sowie gemeinsame Grundsätze für die Bekämpfung von Machtmissbrauch und Fehlverhalten über alle Wissenschaftsdisziplinen hinweg zu erarbeiten.“

## Kritik
In seiner 2018 in der Neuen Zürcher Zeitung veröffentlichten Kritik am Missbrauchsbegriff bezeichnete der Soziologe Rainer Paris ihn als einen „Skandalisierungsbegriff par excellence“. Seine häufige Verwendung führte er auf einen gesellschaftlichen „Zustand aggressiver Dauererregung“ zurück, der dazu führe, dass ein „Generalverdacht des Missbrauchs von Macht“ stets im Raum stehe und die „Politik immer weiter moralisiert“ werde. Die von Paris so bezeichnete aggressive Dauererregung sei „zum gesellschaftlichen Normalzustand“ geworden, seit Missbrauch „in aller Munde“ sei. Der Missbrauchsvorwurf habe „Konjunktur“ und sei laut Paris „zuweilen selbst ein Missgriff“. In der Politik werde „jede – erlebte oder behauptete – Einschränkung oder Verschlechterung der Verhältnisse aufgrund politischer Entscheidungen von vornherein als Machtmissbrauch interpretiert, dem man wehrlos ausgeliefert sei“. Dagegen kämen „die Strategien und das Raffinement der Mindermächtigen“ in diesen Diskussionen nicht vor. „Alles Unglück der Welt sei verursacht von Männern, die ihre Macht missbrauchten“, und insofern signalisiere die „Karriere des Missbrauchsbegriffs“ zweierlei: „die Zerstörung von Geschlechtervertrauen und den Glaubwürdigkeitsverlust der Politik“. Dies werde letztlich „durch eine systematische Dämonisierung der Macht“ erreicht. Der Missbrauchsbegriff imponiere zuweilen als „verallgemeinerter diffuser Verdacht“, was ihn „selbst missbrauchsanfällig“ mache. Überdies trügen Personen, die sich „in die Dauerpose des geschundenen und ständig bedrohten Opfers“ versetzten, dazu bei, „die wirklichen Opfer zu verhöhnen“.

„Als handliche moralische Keule funktioniert der Missbrauchsbegriff heute vor allem auf zwei Konfliktfeldern: Sexualität und Politik. Gewiss erlaubt seine Allgemeinheit und Fungibilität auch andere Verknüpfungen («Sozialmissbrauch», «Missbrauch des Asylrechts»), doch treten diese Verwendungsweisen in den aktuellen Diskussionen hinter den dominanten Konnotationen des sexuellen Missbrauchs und des Machtmissbrauchs klar zurück. Der Grund dafür liegt einfach in der Häufigkeit der Kampagnen und ihrer Wiederholung. Penetranz siegt, und für Massenresonanz sorgt das Internet.“

Noch im Juni 2023 tradiert die Wirtschaftszeitschrift Capital überkommene Rollenklischees, auf die sich Paris offenkundig bezog: „Männer tendieren zum Machtmissbrauch, Frauen zum Machtvakuum.“

## Reportagen
- 2020: Panorama 3: Der gescheiterte Rauswurf (Das Landesarbeitsgericht Schleswig-Holstein wirft einem Chefarzt Machtmissbrauch vor)
- 2022: Hessen Film & Medien: Sexismus, Gleichberechtigung und Machtmissbrauch in der deutschen Film- und Fernsehbranche (2:09:50)
- 2023: Zapp: Toxische Filmbranche: Machtmissbrauch am Set? (15:54)
- 2023: NDR: Machtmissbrauch – das offene Geheimnis im Tennis (34:00)
- 2023: WDR: Was Hochschulen gegen Machtmissbrauch tun (06:30)